# John Connolly (Bischof)

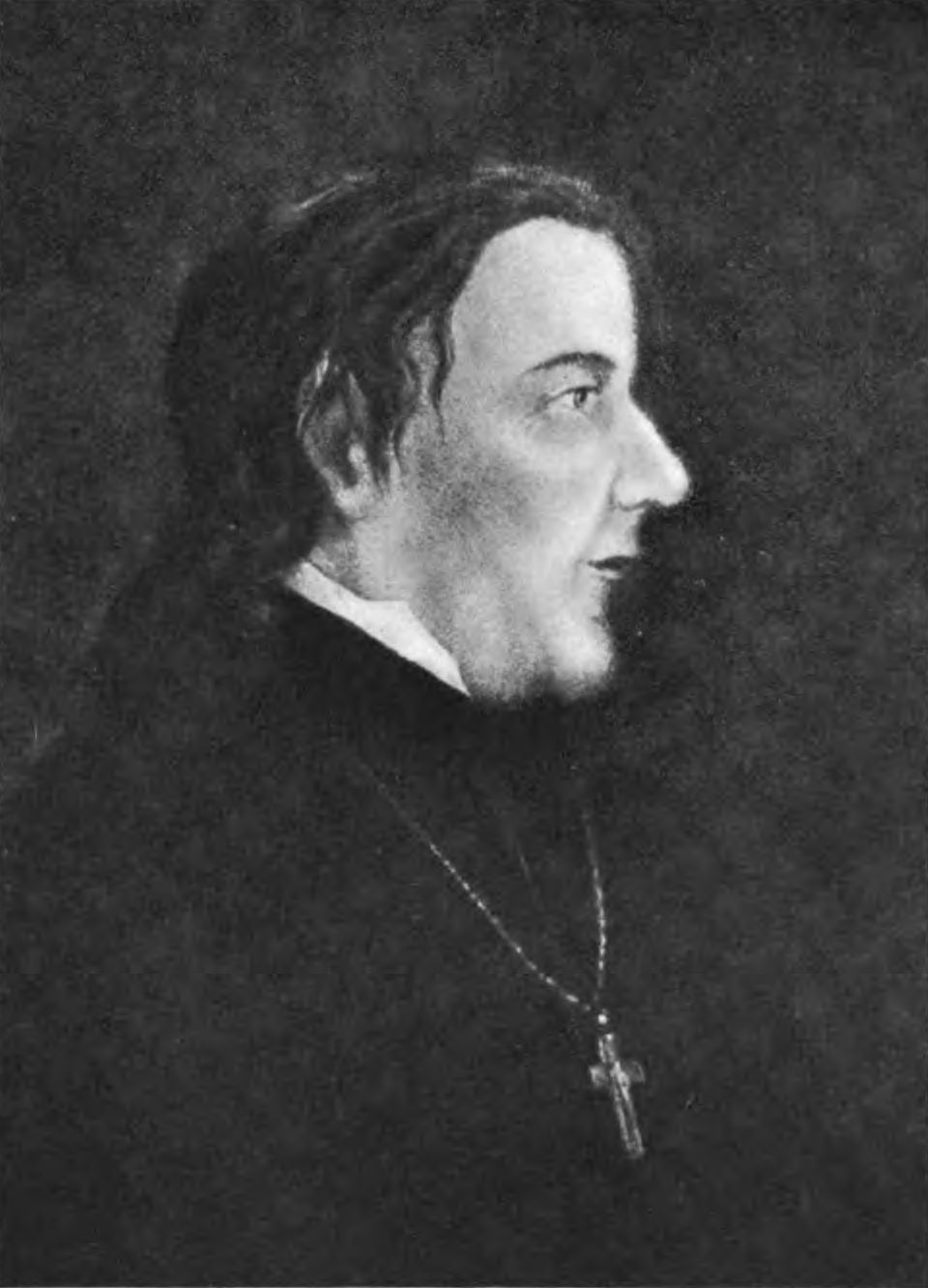
Bischof John Connolly

John Connolly OP (* 1750; nach anderen Quellen 1751; in Monknewton bei Slane, County Meath, Irland; † 6. Februar 1825 in New York City) war ein irischer Ordensgeistlicher und römisch-katholischer Bischof von New York.

## Leben
John Connolly trat in den Dominikanerorden ein, der ihn zum Studium nach Rom entsandte. Am 24. September 1774 empfing er die Priesterweihe und blieb in Rom als Professor, Verbindungsmann der irischen Bischöfe und Prior des Dominikanerkonvents von San Clemente.
Papst Pius VII. ernannte Connolly am 4. Oktober 1814 zum zweiten Bischof von New York. Am 6. November desselben Jahres spendete ihm der Erzbischof von Fermo, Cesare Kardinal Brancadoro, die Bischofsweihe; Mitkonsekratoren waren die Erzbischöfe Giovanni Francesco Guerrieri und Giovanni Marchetti.
Erst ein Jahr nach seiner Bischofsweihe erreichte er New York. Damit war er allerdings der erste Bischof vor Ort, da sein Vorgänger Richard Luke Concanen OP vor der Überfahrt nach Amerika gestorben war.